# Do You Know?
Do You Know? è un singolo del gruppo musicale inglese Secret Affair, pubblicato nel 1981 dalla I-Spy Records.

## Il disco
È il singolo anticipatore del terzo album musicale dei Secret Affair Business as Usual, e viene pubblicato il 16 settembre del 1981.
Do You Know? entra nella UK Single Chart l'8 marzo, dove rimarrà per 4 settimane, raggiungendo il 57º posto in classifica.
Come lato B venne scelta Dancemaster una demo composta da Ian Page e Dave Cairns.

## Tracce
Lato A:
1. Do You Know?

Lato B:
1. Dancemaster

## Formazione
- Ian Page - cantante
- Dave Cairns - chitarra
- Dennis Smith - basso
- Seb Shelton - batteria
- Dave Winthrop - sassofonista